# Ebbw Fach River
Der Ebbw Fach River (auch River Ebbw Fach, walisisch: Afon Ebwy Fach, zu deutsch etwa kleiner Ebbw) ist ein Fluss in den südwalisischen South Wales Valleys, der neben den Ebbw Fawr River einer der beiden Quellflüsse des Ebbw River ist. Der Ebbw Fach River entspringt in der Kleinstadt Blaina und vereinigt sich nach circa 7,4 Kilometern in Aberbeeg in Llanhilleth mit dem Ebbw Fawr River zum Ebbw River.

## Geographie
Der Ebbw Fach River entspringt in Blaina in der Community Nantyglo and Blaina südsüdwestlich der A467 road und strebt gen Süden, wo er entlang der A467 road unter anderem neben drei Sportplätzen entlang läuft. Anschließend mäandert er am Dorf Bournville vorbei in Richtung Abertillery, wo er den Abertillery Park durchquert und von der A467 road geschnitten wird, bevor er durch das Zentrum des Stadtteils Six Bells fließt und dann in südwestlicher Richtung am Sixbells Pit Park (dem ehemaligen Gelände der Six Bells Colliery) entlang weiterfließt. In Aberbeeg wird er von einer Regionalstraße und der Eisenbahnstrecke Ebbw Valley Line überquert, bevor er wenige Meter weiter südwestlich mit dem Ebbw Fawr River zusammenfließt und den Ebbw River bildet. Dieser fließt weiter in süd- bis südwestlicher Richtung, bevor er in Newport in den River Usk mündet.

## Umwelt
Der Ebbw Fach River ist Heimat mehrerer Forellenarten und des Lachses. Ebenso kommt als Neozoon der Signalkrebs vor, der die heimischen Lebewesen verdrängt. Als Gegenmaßnahme gründete sich eine Bürgerinitiative in Blaenau Gwent. Im August 2008 erregte der Ebbw Fach River zudem die Aufmerksamkeit britischer Medien, als man zwischen Abertillery und Six Bells achthundert tote Fische fand, die aller Wahrscheinlichkeit nach durch den Austritt von Waschmittel starben.